# Joan Serra i Constansó
Joan Serra i Constansó (Igualada, 18 de novembre de 1864 - Barcelona, 25 de març de 1924) fou ateneista, periodista, polític, escriptor i empresari català.

## Biografia
Nasqué en una humil família igualadina, essent el més jove d'una família de tres germans i una germana. De ben petit ja destacava per l'afició a la lectura, per la curiositat de saber tot allò que succeïa a Igualada i arreu, i per les ganes d’explicar-ho. Als cinc anys ja s'havia llegit l’únic llibre que hi havia a casa: Els miserables, de Víctor Hugo, una novel·la de fulletó en cinquanta entregues. Als sis anys cada setmana llegia sencera La Campana de Gràcia a la seva mare, que no sabia de lletra. Més endavant feu el mateix amb la premsa local: El Eco del Noya. Anà a estudi fins als dotze anys, edat a la qual va entrar com a meritori al despatx d'una empresa propietat d’un parent seu. Seguí aprenent de manera autodidacta. Comprant llibres de segona mà, als setze anys aconseguí tenir una biblioteca amb més de cent volums. Es casà amb Rita Montaner i Seuba el 1894, amb qui tingueren quatre filles, tres de les quals moriren de nadons. També enviudà jove, el 1906.
Com a ateneista, cal dir que ingressà com a soci de l’Ateneu Igualadí de la Classe Obrera el 1879. De seguida s'implicà en tantes activitats com li proposaven, formant part de la coral i de la secció de teatre d’aficionats. Fou en aquesta institució on va fer amistat amb Jaume Serra Iglesias, historiador i arxiver de l’Ajuntament d’Igualada.
També fou a l’Ateneu on inicià la tasca periodística, escrivint —i fent d’il·lustrador— als setmanaris manuscrits La Antorcha (1880) i La Colmena de Igualada (1880-1882), òrgans de la institució. Després seguí col·laborant a L’Ensaig (1882), El Porvenir de Igualada (1882-1883), El Ateneo en les seves dues èpoques (1885-1898 i 1904-1911) i L’Ateneu (1911-1934).
Al llarg de la seva vida formà part de diverses Juntes Directives de l’Ateneu Igualadí, en dues ocasions com a president. En la primera d’elles (1890-1893), es feren uns jardins en els terrenys adquirits el 1889 i s'hi construí un saltant d’aigua, s'inaugurà la il·luminació elèctrica de la façana de l'edifici i dels jardins i es restauraren la biblioteca i la sala de descans. En el segon mandat (1903-1905), es feren millores en la il·luminació del teatre de la institució.
Pel que fa a la labor periodística, Serra i Constansó també col·laborà en diverses publicacions locals: El Eco del Noya (1877-1880), L’Escut Igualadí (1882-1883), La Democràcia (1883-1885), El Noticiero (1884-1889), Pàtria (1906-1910) i Sang Catalana (1914-1915). Dirigí El Igualadino (1893-1895 i 1904-1909) i L’Igualadí (1911-1912), òrgan dels republicans igualadins. Val a dir que, als setze anys, envià el seu primer article a La Campana de Gràcia (1870-1934), setmanari satíric, republicà i anticlerical de Barcelona, en el qual seguí escrivint fins a la seva mort.
Se li coneixen almenys els següents pseudònims: Joan del Noya, Denfín Amapola, Delfí Rosella, A. Cíbar, D.R., Armando Guasa, Salvi Pebre i Jeph de Jespus (Jespus era un poblet existent abans de la colonització romana a la Vila d’en Met, al terme de Vilanova del Camí, ben a prop d’Igualada; a l’època de Serra i Constansó hi quedaven restes arqueològiques). Amb aquest últim pseudònim es feu famós a la premsa humorístico-satírica de Barcelona, sobretot a La Campana de Gràcia i a L’Esquella de la Torratxa (1879-1939), setmanari de la mateixa tendència i propietat del mateix editor.
Durant els anys que visqué a Barcelona per primera vegada, del 1895 al 1902, sovintejava dos locals. A Els Quatre Gats es relacionà amb intel·lectuals i artistes com Santiago Rusiñol, Pere Romeu i Ramon Casas. Al cafè L’Alhambra era membre un dels membres de l'autoanomenada colla Àpats i Lletres, de la qual també en formaven part Àngel Guimerà, Apel·les Mestres i Salvador Bonavia, entre d'altres. En aquesta època col·laborà a revistes humorístico-satíriques com La Bugadera (1897-1901), publicació manuscrita que escrivien per fer safreig els de la colla Àpats i Lletres, Lo Frare Mostèn (1894-1895), L’Olla (1897-1898), la revista literària i artística Quatre Gats (1899), Anís de Frare (1896-1897) i La Perdiu ab Salsa (1902). Entrà com a redactor a La Campana de Gràcia el 1900 i des d’aquell moment fou col·laborador assidu de L’Esquella de la Torratxa.
Quant a la carrera política, es pot dir que començà el 1883, essent un dels fundadors del Centre Catalanista d’Igualada, que presidia el seu amic Jaume Serra Iglesias. El Centre editava el butlletí mensual Lo Renaixement (1884-1886), dirigit per Serra Iglesias i en què Serra i Constansó col·laborava. El 1886 el Centre Catalanista s'integrà dins de l’Ateneu, perquè la majoria dels seus membres eren ateneistes. La ideologia autonomista de Serra Iglesias i de Serra i Constansó evolucionà cap al republicanisme. Així, el 1893, Serra i Constansó esdevingué vocal de la primera junta del Círculo de la Unión Republicana. També cal destacar la seva lluita contra el caciquisme des de bon principi, comandant els grups anti-godonistes (la família Godó liderava el partit liberal a la ciutat).
Un dels fronts oberts contra el caciquisme que representava l'alcalde Joan Godó i Llucià era a la lògia de Jespus, on Serra Iglesias i Serra i Constansó eren els germans més actius, l’un amb el nom de Caresmar i l'altre d’Enjolràs —aquest últim nom inspirat en el personatge de la novel·la Els miserables, de Víctor Hugo—, respectivament. La lògia maçònica igualadina tingué activitat des de 1889 fins al 1895 i, de fet, era una escissió de la lògia Bruch, que havia aplegat els maçons de Manresa i rodalia i d’Igualada i els entorns.
L’any 1903, havent tornat ell de la seva primera etapa a Barcelona, els republicans guanyaren les eleccions a l'alcaldia. Serra i Constansó esdevingué alcalde accidental d’Igualada del juliol de 1904 —quan ocupava el càrrec de primer tinent d’alcalde— fins a l'agost de 1905, ja que l'alcalde Josep Riba Tous va haver de dimitir per raons de salut.
Durant el mandat de Serra i Constansó es van fer diverses millores urbanístiques: es va construir la xarxa de clavegueram, s'inaugurà l'escorxador municipal, el projectà el mercat pavelló de carn i peix conegut com La Pajarera a la plaça del Blat (actual plaça de l’Ajuntament), es van adquirir uns terrenys per ampliar el cementiri vell, es va urbanitzar la plaça del Vapor (ara plaça de Catarineu), es van construir voreres noves i se'n van arreglar de velles, i es concediren molts permisos perquè els particulars arreglessin les façanes.
Es va perseguir el joc i el curanderisme. A més, Serra i Constansó impulsà el «Reglament per al servei d’higiene especial i vigilància de la prostitució»: en una vintena d’articles es dictaven les condicions d’higiene necessàries, les revisions mèdiques a les que s'havien de sotmetre les prostitutes, les edats mínimes que havien de tenir les bordelleres i els clients, etc. La comissió permanent de la junta provincial de sanitat del Govern Civil considerà «de gran conveniència l'aprovació de l'esmentat reglament» i qualificà de «molt lloable el zel manifestat per l’Ajuntament» en aquest afer.
L’alcalde accidental posà empeny en gestionar el projecte de ferrocarril secundari de Vilanova i la Geltrú fins a Calaf, passant per Vilafranca del Penedès, Sant Quintí de Mediona i Igualada. Fins i tot viatjà a Madrid perquè el ministeri no descartés aquesta proposta, cosa que va aconseguir, però el projecte mai esdevingué una realitat.
Fou elegit diputat provincial el 1907 pel districte Igualada-Vilafranca, en una candidatura promoguda pel Centre Autonomista d’Igualada i dins el moviment de la Solidaritat Catalana. Ocupà el càrrec fins al 1911. D’aquesta etapa no se'n coneixen molts detalls, però se sap que es restabliren les subvencions als ateneus.
També fou empresari, formant part del grup de fundadors de l'Electra Igualadina el 1903 i essent el gerent de la companyia que va produir llum i energia elèctrica per primera vegada a la ciutat. L'empresa va millorar la qualitat de vida dels ciutadans, que van anar abandonant els llums d’oli, i reportà molts beneficis a la indústria. Se substituïren les màquines de vapor a les fàbriques tèxtils, aparegué una petita indústria mecànica i el sector adober igualadí agafà un gran avantatge respecte altres ciutats espanyoles amb tradició de fàbriques de pells adobades.
L’Electra Igualadina, societat anònima de capital exclusivament igualadí, fou comprada el 1912 per Energia Elèctrica de Catalunya i, l'any següent, aquesta companyia la vengué a Riegos y Fuerzas del Ebro, empresa del mateix grup (de fet, ambdues companyies es fusionarien el 1921). Un dels acords de l’operació fou que Serra i Constansó obtingués un càrrec directiu —director comercial— a Energia Elèctrica de Catalunya. Per aquest motiu, el mateix 1913, es traslladà a viure de forma definitiva a Barcelona, deixant a més la responsabilitat de secretari que aleshores ocupava dins la junta de l’Ateneu.
Com a escriptor, publicà cinc llibres, tots ells en català. Tonterías (1900) és un recull de vuitanta-sis poemes d’amor i desamor dedicats a una noia de la qual va estar enamorat quan era jove. La Barricada (1900) duu per subtítol Versos revolucionaris. És un conjunt de vint-i-nou composicions poètiques de contingut polític. S'hi critica el caciquisme i el clergat, s'hi alava el republicanisme i s'hi fa crides per a la unió dels republicans i els autonomistes. Aquesta informació es pot ampliar al treball de recerca Joan Serra Constansó i la seva obra poètica, publicat al número 20 de la Miscel·lània Aqualatensia del Centre d'Estudis Comarcals d'Igualada.
Quant als llibres en prosa, Del viure alegre (1917) és un conjunt de catorze contes, el tema del qual són les dones i la relació de l'autor amb elles. En molts casos les dones són persones de mala vida i el narrador procura redreçar-les pel bon camí. Els relats acostumen a tenir un final moralitzant. Els tres primers llibres de Serra i Constansó estan signats com Jehp de Jespus.
A Quan jo tenia vint anys (1923), l'escriptor explica les formes de diversió de quan ell era jove, organitzant festes i activitats que omplien el calendari anual. El pretext per contar-ho és una xerrada que té a l’Ateneu amb el fill d’un amic seu. A l'apèndix d’aquesta obra esbossà els vint-i-dos temes que volia tractar en el proper projecte literari, un conjunt d’articles sobre fets històrics succeïts a Igualada entre 1863 i 1913. Això no obstant, Serra i Constansó no va veure publicat Mig segle de vida igualadina (1924) perquè una pneumònia va acabar amb la seva vida després d’haver revisat les galerades. En vint capítols explica els principals fets ocorreguts a la ciutat entre 1863 i 1880, deixant també força dades autobiogràfiques. L’autor preveia escriure algun altre volum que arribaria fins al 1913, però d’aquest treball mai se n’ha trobat cap més esbós. Els seus dos darrers llibres estan signats com a Joan Serra i Constansó.
Quan va morir, Joan Serra i Constansó va cedir la seva biblioteca a l'Ateneu Igualadí de la Classe Obrera. Hi ha un carrer a Igualada amb el seu nom, i una placa al carrer del Clos, on va viure durant les etapes que va estar a Igualada.
Albert Rossell i Farré

## Obres
- Tonterías (poesia, 1900)
- La Barricada. Versos revolucionaris (poesia, 1900)[1]
- Del viure alegre (contes, 1917)
- Quan jo tenia vint anys (1923)[1]
- Mig segle de vida igualadina (1865-1880) (1924)